# Šance (Skřipel)
Šance (též Švédské šance) jsou archeologická lokalita v katastrálním území obce Skřipel. Tvoří ji čtyřúhelníkové valové ohrazení považované za objekt typu Viereckschanze z doby laténské. Areál je chráněn jako kulturní památka.

## Historie
Ohrazený areál vznikl pravděpodobně v době laténské a je nejlépe zachovanou památkou typu Viereckschanze v Česku. Zařazení do doby laténské vychází z podobnosti s jinými objekty stejného typu a četných nálezů v okolí (např. depot zlatých mincí z Osova), ale ve vlastním areálu nebyly nalezeny žádné pravěké artefakty.
Původní funkce ohrazení je nejasná, ale předpokládá se, že bývalo sídlem místní elitní vrstvy obyvatel, která kontrolovala okolní ložiska nerostných surovin, zejména zlata. Starší literatura chápala objekty typu Viereckschanze jako kultovní místa.
První archeologický výzkum lokality provedl v roce 1878 Břetislav Jelínek.

## Stavební podoba
Lokalita má obdélníkový půdorys s rozměry 125 × 105 metrů. Z ohrazení se dochovaly valy široké deset až dvanáct metrů a až tři metry vysoké. Na vnější straně je z větší části obklopuje příkop jedenáct metrů široký a tři metry hluboký. Příkop chybí podél části severní strany, kde Bedřich Jelínek zaznamenal další příčný val, který byl po jeho výzkumu během deseti let rozvezen majitelem pozemku.
Původní vstup do areálu se nachází pravděpodobně uprostřed západní strany. Vjezdy v severozápadním a jihovýchodním nároží byly ve valech proraženy koncem devatenáctého století. Poblíž jihovýchodního cípu se uvnitř areálu nacház silně podmáčený okrouhlý prostor, porostlý vlhkomilnou vegetací, s průměrem asi dva metry, který je považován za porostový příznak zaniklé studny. Studny jsou běžnou součástí německých Viereckschanze, ale v Česku nebyly na žádné lokalitě nalezeny.